# Finale UEFA Europa League 2021
De UEFA Europa Leaguefinale van het seizoen 2020/21 was de vijftigste finale van de secundaire Europese competitie en de twaalfde sinds de naamsverandering. De wedstrijd werd gespeeld op 26 mei 2021 in het Stadion Energa Gdańsk in Gdańsk. Villarreal CF en Manchester United speelde tegen elkaar. Villarreal won na strafschoppen.
De winnaar mag het tegen de winnaar van de Champions Leaguefinale opnemen om de UEFA Super Cup 2021 en kwalificeert zich voor de groepsfase van de UEFA Champions League 2021/22.

## Organisatie
Op 24 mei 2018 koos de UEFA Executive Committee het Stadion Energa Gdańsk in Gdańsk als locatie voor de Europa Leaguefinale van 2020. Op 17 juni 2020 werd echter in verband met de uitbraak van het coronavirus besloten om die finale te verplaatsen naar het RheinEnergieStadion in Keulen en de finale van 2021 in Gdańsk te houden. Nooit eerder werd een Europese finale gehouden in Stadion Energa Gdańsk. Wel werden daar al vier wedstrijden gespeeld op het EK 2012.
Op 12 mei 2021 werd bekend gemaakt dat Fransman Clément Turpin de Europa Leaguefinale zou fluiten. In de finale van 2018 was hij al de vierde official. Turpin wordt geassisteerd door Nicolas Danos en Cyril Gringore, met Slavko Vinčić als vierde official. François Letexier is de VAR en wordt geassisteerd door Jérôme Brisard, Benjamin Pagès en Pol van Boekel.

## Voorgeschiedenis
Voor Villarreal CF is het de eerste Europese finale in haar geschiedenis. Villarreal CF stond nooit eerder in een grote finale, op nationaal en internationaal gebied, slechts als gedeelde winnaar van de UEFA Intertoto Cup in 2003 en 2004. Manchester United stond in 2017 al in de Europa Leaguefinale, toen er met 0–2 van AFC Ajax gewonnen werd. Vijf keer eerder stond Manchester United in de finale van de UEFA Champions League. In 1968, 1999 en 2008 won Manchester United van SL Benfica, Bayern München en Chelsea FC. In 2009 en 2011 verloor Manchester United van FC Barcelona. In 1991 stond Manchester United ook in de finale van de Europacup II, die met 2–1 van FC Barcelona werd gewonnen. In de landelijke FA Cup stond Manchester United twintig keer eerder in de finale, waarvan Manchester United twaalf keer won. In de League Cup stond Manchester United eerder in negen finales, waarvan er vijf gewonnen werden.
Vier keer eerder speelden Villarreal en Manchester United tegen elkaar in officiële wedstrijden, in de groepsfase van de Champions League-seizoenen 2005/06 en 2008/09. Alle vier deze wedstrijden eindigden in een doelpuntloos gelijkspel.
Villarreal-trainer Unai Emery bereikte vier keer eerder de Europa Leaguefinale. In 2014, 2015 en 2016 won hij als trainer van Sevilla FC van SL Benfica, Dnipro Dnipropetrovsk en Liverpool FC. In 2019 verloor hij als trainer van Arsenal FC de finale van Chelsea FC. Geen trainer won vaker de Europa League dan Emery. Op nationaal gebied verloor Emery met Sevilla FC in 2016 de finale van de Copa del Rey met 2–0 van FC Barcelona en in 2017 en 2018 won hij met Paris Saint-Germain de finales van de Coupe de France en de Coupe de la Ligue. Manchester United-trainer Ole Gunnar Solskjær stond één keer eerder in zijn trainerscarrière in een finale. In 2013 won hij met Molde FK de Noorse voetbalbeker door in de finale met 4–2 van Rosenborg BK te winnen.
In de Europa League ging de finale vier keer eerder tussen een Spaanse en een Engelse ploeg. In 2001 won Liverpool FC met 5–4 van Deportivo Alavés, na een golden goal. In 2006 won Sevilla FC met 4–0 van Middlesbrough FC, in 2010 won Atlético Madrid na een verlenging met 2–1 van Fulham FC en in 2016 won Sevilla FC met 3–1 van Liverpool FC. In de UEFA Champions League ging de finale vijf keer eerder tussen een Spaanse en een Engelse ploeg. In 1981 won Liverpool FC van Real Madrid, maar in 2006, 2009, 2011 en 2018 won de Spaanse ploeg. In 2009 en 2011 was Manchester United de Engelse vertegenwoordiger. In de Europacup II ging de finale vijf keer eerder tussen een Spaans en een Engels team. In 1963, 1971 en 1991 won de Engelse ploeg, in 1980 en 1995 won het Spaanse team. In 1991 was Manchester United de Engelse vertegenwoordiger.

## Weg naar de finale
| Pos | Team             | Wed | Ptn |
| --- | ---------------- | --- | --- |
| 1   | Villarreal CF    | 6   | 16  |
| 2   | Maccabi Tel Aviv | 6   | 11  |
| 3   | Sivasspor        | 6   | 6   |
| 4   | FK Qarabağ       | 6   | 1   |

| Pos | Team                | Wed | Ptn |
| --- | ------------------- | --- | --- |
| 1   | Paris Saint-Germain | 6   | 12  |
| 2   | RB Leipzig          | 6   | 12  |
| 3   | Manchester United   | 6   | 9   |
| 4   | Istanbul Başakşehir | 6   | 3   |

## Wedstrijd

### Wedstrijddetails
|                   |                                                                                   |              |                                                                                |                                                                                     |
| 26 mei 2021 21:00 | Villarreal CF                                                                     | 1 – 1 (n.v.) | Manchester United                                                              | Polsat Plus Arena Gdańsk, Gdańsk Toeschouwers: 9.412 Scheidsrechter: Clément Turpin |
| 26 mei 2021 21:00 | G.Moreno 29'                                                                      | Verslag      | 55' Cavani                                                                     | Polsat Plus Arena Gdańsk, Gdańsk Toeschouwers: 9.412 Scheidsrechter: Clément Turpin |
| 26 mei 2021 21:00 | Strafschoppen                                                                     |              |                                                                                | Polsat Plus Arena Gdańsk, Gdańsk Toeschouwers: 9.412 Scheidsrechter: Clément Turpin |
| 26 mei 2021 21:00 | G. Moreno Raba Alcácer A. Moreno Parejo Gómez Albiol Coquelin Gaspar Torres Rulli | 11 – 10      | Mata Telles Fernandes Rashford Cavani Fred James Shaw Tuanzebe Lindelöf De Gea | Polsat Plus Arena Gdańsk, Gdańsk Toeschouwers: 9.412 Scheidsrechter: Clément Turpin |

| Villarreal CF | Manchester United |